# Dictée musicale
Une dictée musicale, ou relevé, est un exercice de formation musicale, destiné à améliorer l'oreille musicale. Elle est pratiquée dans les écoles de musique et conservatoires, ainsi que dans certaines facultés de musique.

## Dictée ou relevé mélodique
On doit, dans ce type de dictée, relever, c'est-à-dire écrire sur la portée à partir d'une source audio, la hauteur et, le plus souvent, également la durée des notes successives d'une mélodie. Cette mélodie est le plus souvent, dans le cadre d'un cours encadré par un professeur, découpée en fragments. De cette façon, l'élève ne se trouve pas débordé par la quantité d'informations à transcrire.
Dans les niveaux intermédiaires et supérieurs, on aborde la dictée mélodique à deux voix. Plus difficile, car l'oreille doit se concentrer sur deux conduits mélodiques à la fois.

## Dictée ou relevé harmonique
Dans cet exercice également appelé dictée d'accords, il faut relever plusieurs notes (3, 4 ou plus rarement 5) qui sont jouées simultanément, et tenues pendant quelques secondes. La dictée harmonique forme l'oreille relative (capacité à reconnaître les sons les uns par rapport aux autres, et non en tant que tels, avec l'oreille absolue) : en effet, la méthode utilisée est celle de la reconnaissance d'une couleur particulière (voir accord (musique)), puis de l'une des notes, par rapport au La de référence, donné avant l'accord.
Dans les premières années de formation musicale, on aborde la dictée harmonique par la reconnaissance d'intervalles.

## Dictée ou relevé rythmique
Le professeur joue cette dictée avec une percussion (claves, battements de mains, stylo sur une table...), et l'élève doit relever le rythme que joue le professeur, c'est-à-dire la place des battements dans la mesure et par rapport à la pulsation.

## Intérêt
Avec un bon entrainement, l'élève doit pouvoir relever n'importe quels mélodies, accords, ou motifs rythmiques. Cette capacité est d'un grand intérêt, particulièrement dans les musiques dites populaires : jazz, rock, musiques traditionnelles du monde... En effet, une simple écoute doit permettre à l'élève-musicien de reproduire n'importe quel morceau de musique sur son instrument (si l'on excepte les difficultés instrumentales).